# Fedor von Bock
Fedor von Bock (3 tháng 12 năm 1880 – 4 tháng 5 năm 1945) là một Thống chế quân đội Đức thời Chiến tranh thế giới thứ hai. Ông đã đóng một vai trò quan trọng trong các cuộc tấn công chớp nhoáng của Đức vào Ba Lan, Tây Âu và Liên Xô giai đoạn 1939 – 1942. Ông được người đời mệnh danh là "Thần chết" (Der Sterber), hoặc "Ngọn lửa thiêng Küstrin".
Sinh ra tại một gia đình quý tộc quân sự Phổ ở Küstrin, Bock làm quen với đời sống quân ngũ từ rất sớm. Trong Chiến tranh thế giới thứ nhất, ông được thăng đến cấp đại úy và lãnh thưởng Thập tự Xanh – huân chương cao quý nhất của Phổ xưa. Ông hỗ trợ tướng Hans von Seeckt kiến thiết quân đội Liên bang Đức sau đại chiến. Dù là một người bảo hoàng cuồng nhiệt, ông không phản đối việc Adolf Hitler lên nắm quyền năm 1933 và thăng tiến mau lẹ dưới chế độ Quốc xã. Sau khi lên cấp hàm Đại tướng, Bock thống lĩnh Cụm Tập đoàn quân Bắc tham gia chinh phục Ba Lan năm 1939 và làm Tư lệnh Cụm Tập đoàn quân B trong Chiến dịch Tây Âu năm 1940. Do những chiến công tại Ba Lan, Pháp và Vùng đất thấp, Bock cùng 11 quân nhân khác được Hitler phong hàm Thống chế vào tháng 7 năm 1940.
Trong chiến dịch tấn công Liên bang Xô Viết năm 1941, Bock là Thủ trưởng Cụm Tập đoàn quân Trung tâm tấn công trên hướng Moskva. Quân Đức thắng nhiều trận lớn và áp sát Moskva ở cự ly 50 km, song sau đó bị chặn đứng và đập tan. Bock xin thôi vào tháng 12 năm 1941 và đổi làm Tư lệnh Cụm Tập đoàn quân Nam 4 tháng sau đó. Dưới sự chỉ huy của ông, binh đoàn này đã đánh bại Chiến dịch Barvenkovo-Lozovaya của Liên Xô, rồi chiếm cứ bán đảo Krym và một phần Voronezh trong mùa hè năm 1942. Nhưng do truy kích chậm các đơn vị Xô Viết gần Voronezh, Bock bị sa thải vào ngày 15 tháng 7 và không bao giờ được Hitler trọng dụng nữa. Cùng với vợ và con gái, ông qua đời ngày 4 tháng 5 năm 1945 trong một trận không kích của Không quân Anh ở Schleswig-Holstein.

## Thân thế
Ông tên khai sinh là Moritz Albrecht Franz Friedrich Fedor von Bock, sinh ngày 3 tháng 12 năm 1880 trong một gia đình quý tộc quân sự theo Kháng Cách ở thành phố Küstrin, huyện Brandenburg (Phổ). Dòng tộc von Bock có truyền thống quân sự lâu đời; cụ cố ông đã phục vụ quân đội Phổ dưới triều Friedrich Đại đế (trị vì 1712-1786). Ông nội Bock là một sĩ quan tham chiến trong trận Jena năm 1806 Ông thân sinh của Bock, tướng Karl Moritz von Bock, đã chỉ huy một sư đoàn Phổ trong Chiến tranh Pháp-Đức (1870-1871) và được khen thưởng vì chiến đấu dũng cảm trong trận Sedan. Mẹ ông là Olga Helene Fransziska Freifrau von Falkenhayn von Bock, một người mang dòng máu quý tộc Nga và Đức. Thông qua mẹ mình, Bock là bà con xa của Thượng tướng Bộ binh Erich von Falkenhayn, Tổng tham mưu trưởng quân đội Đức trong 2 năm đầu Chiến tranh thế giới thứ nhất.
Là một người hết mực xem trọng sự khổ luyện và kỷ luật sắt thép như những giá trị thiết yếu của văn hóa-con người Phổ, tướng Moritz quyết tâm rèn giũa con mình thành một quân nhân thực thụ. Dưới sự dạy dỗ của cha, Bock sớm thấm nhuần lý tưởng phò vua, giúp nước và ấp ủ hoài bão trở thành một chỉ huy quân đội cấp cao. Ông khắc sâu ý thức về bổn phận của người sĩ quan – đó là phát huy truyền thống hào hùng của quê hương Phổ-Đức, và sinh lòng ác cảm với những gì không thuộc về đất Phổ và quân đội. Từ năm 1888 đến năm 1898, ông lần lượt học các trường quân sự Potsdam và Gross-Lichterfeld cách Kinh kỳ không xa. Ở đây, ông nghiêm chỉnh chấp hành nề nếp, kỷ cương của môi trường thiếu sinh quân, và học rất giỏi các môn ngoại ngữ hiện đại, toán, sử. Thay vì nô đùa với chúng bạn, Bock chỉ thích đi dạo trên đường phố Potsdam hoặc thăm viếng mộ Friedrich Đại đế và nghĩa trang chiến sĩ, nên bạn học đặt cho ông biệt hiệu "Ngọn lửa thiêng Küstrin". Sau này, trong hai thập niên 1920 và 1930, Bock thường trở lại trường Gross-Lichterfeld để diễn thuyết cho thiếu sinh quân nghe về vinh quang cao quý nhất của người chiến sĩ – đó là được hy sinh vì Tổ quốc 
Từ sự giáo dục của gia đình và trường lớp, ông trưởng thành thành một thanh niên có năng lực, quyết đoán và kiêu căng. Theo sử gia Samuel W. Mitcham, Bock khá thông thạo chiến thuật dùng binh, lại nói lưu loát tiếng Nga và sở hữu một vốn tiếng Anh, Pháp khá khẩm. Mitcham cũng mô tả tính cách của Bock là "máu lạnh, ít hóm hỉnh và tự đắc". Ra trường, Bock được tuyển thẳng vào Trung đoàn Bộ binh Cận vệ số 5 tinh nhuệ tại Potsdam vào ngày 15 tháng 3 năm 1898. Ông được phân công làm trợ lý Tiểu đoàn I năm 1904, rồi lên chức trợ lý một trung đoàn trưởng vào năm 1906, khi ông chỉ mới đeo lon Trung úy. Năm 1905, Bock thành hôn với một nữ quý tộc trẻ tên Mally von Reichenbach. Đám cưới của hai người được tổ chức theo nghi lễ truyền thống trong quân doanh Potsdam. Họ sinh được một người con gái 2 năm sau đó. Nhưng hạnh phúc của Bock không kéo dài lâu, Reichenbach mất sau một cơn bạo bệnh bất ngờ vào năm 1910.
Năm 1910, ông tham dự khóa học tham mưu tại Học viện Quân sự Berlin. Sau khi tốt nghiệp, Bock vào công tác ở Bộ Tổng tham mưu và được thăng cấp Đại úy vào năm 1912. Năm sau, ông được chỉ định làm Trưởng ban hậu cần Quân đoàn Vệ binh, và cùng với quân đoàn này bước vào cuộc Chiến tranh thế giới thứ nhất năm 1914.

## Chiến tranh thế giới thứ nhất
Sau khi đại chiến bùng nổ, Bock lãnh chức Trưởng ban tác chiến Quân đoàn Vệ binh vào tháng 9 năm 1914. Ông tham gia nhiều trận đánh trên đất Bỉ, sông Marne và Flanders. Sau đó, Bock thuyên chuyển sang Mặt trận phía Đông và được cử công tác trong Bộ Tham mưu Tập đoàn quân số 11 vào tháng 5 năm 1915. Chẳng bấy lâu sau, Bock nhận chức tiểu đoàn trưởng trong Trung đoàn Bộ binh Cận vệ số 1 trên Mặt trận Tây Âu vào tháng 1 năm 1916. Ông chỉ huy đơn vị chiến đấu dũng cảm trong Chiến dịch phòng ngự Somme giữa năm đó. Tháng 8 năm 1916, Bock sang Đông Âu làm Trưởng ban tác chiến Sư đoàn Bộ binh số 200, quầng nhau với quân Romania trên vùng núi Karpat. Tại đây, ông bị hầu hết bộ tham mưu chán ghét vì tính khí ngông cuồng của mình. Tuy vậy, Sư đoàn 200 đã hoàn thành tốt các nhiệm vụ được giao và Bock được thăng hàm Thiếu tá trong nửa cuối năm 1916. Tiếp theo đó, ông trở lại làm Trưởng ban tác chiến Quân đoàn Vệ binh vào tháng 3 năm 1917, nhưng chỉ tại chức 1 tháng thì đổi làm Trưởng ban hậu cần Cụm Tập đoàn quân Thế tử tại Tây Âu. Ông trở nên thân thiết với Tư lệnh - Thế tử Rupprecht xứ Bayern và phục vụ ông này cho đến ngày chiến tranh kết thúc. Tháng 4 năm 1918, Bock đón nhận Huân chương Thập tự Xanh (Pour le Mérite) và được tuyên dương vì lòng can đảm "đáng kinh ngạc". Hai ngày trước khi Đức đầu hàng, Bock yết kiến Đức hoàng Wilhelm II tại Spa, Bỉ đặng thuyết phục nhà vua về kinh đô và dập tắt cuộc nổi dậy của lính thủy ở Kiel. Nỗ lực này không thành công, song lý tưởng trung quân-ái quốc vẫn luôn đeo bám Bock trong suốt đời ông.

## Giữa hai cuộc Thế Chiến
Năm 1919, các nước thắng trận ký Hòa ước Versailles ép Đức phải giám quân số quân đội xuống 10 vạn người. Nhận thức được năng lực tham mưu và chỉ huy của Bock, Đại tướng Tổng tư lệnh Hans von Seeckt giữ ông lại phục vụ Lực lượng Phòng vệ Liên bang (tên gọi quân đội của nhà nước Cộng hòa thành lập sau khi Đức hoàng thoái vị vào 11 năm 1918). Bock làm cán bộ tham mưu Bộ Tư lệnh I trong 1 năm, rồi giữ chức Tham mưu trưởng Quân khu III và Sư đoàn Bộ binh số 3 vào giai đoạn 1920-1924. Năm 1920, ông được thăng cấp hàm Trung tá. Ông đã tích cực tham gia xây dựng hệ thống phòng thủ trên biên giới phía đông nhằm đề phòng Ba Lan xâm lấn. Đồng thời, ông bí mật rót tiền từ Ngân sách Quân đội cho tổ chức bán quân sự cực đoan "Binh đoàn Tự do" (Freikorps) đàn áp các phe cánh tả. Ông cũng tham gia các hoạt động của "Lực lượng Vũ trang Đen" (Schwarze Reichswehr), một tổ chức bán quân sự bất hợp pháp trá hình làm tình nguyện viên cho các dự án dân sự. Vào tháng 9 năm 1929, tổ chức này tự ý làm loạn chống chính phủ. Tướng Seeckt buộc lòng phải trấn áp họ bằng vũ lực. Tại phiên tòa xử "Lực lượng Vũ trang Đen", Bock khẳng định ông không dây dưa gì đến mấy tay này và tòa án không thể buộc tội ông. 

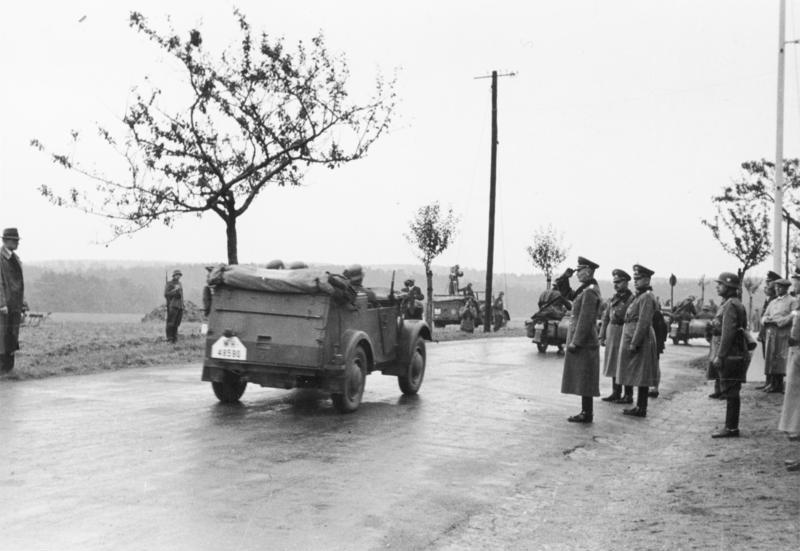
Tướng Bock chào các đơn vị mô tô Đức tiến vào Tiệp Khắc.

Cũng trong thời gian này, báo chí cánh tả cáo buộc Bock tiếp tay cho "Tòa án Bí mật" (Femegerichte. một tổ chức cánh hữu phi pháp khác) ám sát những người Đức làm việc cho Ủy ban Quân quản Đông Mình chiếm đóng bờ đông sông Rhein, nhưng pháp luật không thể nào khép tội ông.
Sau thời kỳ bất ổn xã hội mà người Đức gọi là "cuộc chiến nối tiếp cuộc chiến", Bock chỉ huy Tiểu đoàn II Trung đoàn Bộ binh số 4 ở Deutsch Krone từ năm 1924 tới năm 1926. Tiếp theo đó, ông leo lên chỉ huy trung đoàn này cho đến năm 1929, rồi làm Sư đoàn trưởng Sư đoàn Kỵ binh số 1 ở Frankfurt trên sông Oder (1929-1931). Giai đoạn 1931-1935, ông lần lượt đảm nhiệm các chức Tư lệnh Quân khu II và Sư đoàn Bộ binh số 2, đều đóng quân ở Stettin (Pommern). Đồng thời, ông kinh qua các cấp bậc Đại tá (1925), Thiếu tướng (1929), Trung tướng (1931) và Thượng tướng Bộ binh (1/3/1935). Năm 1936, Bock tái giá với một quả phụ đã có con. Đây có lẽ là một cuộc hôn nhân hạnh phúc, song Bock vì bận việc binh nên không thể dành nhiều thời gian cho gia đình.
Là một người bảo hoàng nồng nhiệt, Bock không thích chủ nghĩa Quốc xã, nhưng cũng không phản đối Đảng Quốc Xã của Adolf Hitler lên nắm quyền năm 1933. Ông thán phục Hitler vì đã "khôi phục niềm vinh quang của quân đội và dân tộc Đức" sau Thế chiến thứ nhất, và hoàn toàn ủng hộ các đường lối quân sự của Hitler. Do đó, ông được Hitler trọng dụng và cất nhắc làm Chỉ huy trưởng Cụm binh đoàn số 3 (Gruppenkommandos 3) tại Dresden vào năm 1935. Chưa hết, Bock thụ phong quân hàm Đại tướng ngày 1 tháng 3 năm 1938. Cùng năm đó, ông mang Cụm binh đoàn số 3 sang chiếm Áo và sáp nhập quân đội nước này vào các lực lượng vũ trang Đức. Tại đây Bock công khai miệt thị tất cả những gì thuộc về Áo, đến cả các huy chương mà triều đình Áo-Hung tặng ông trước năm 1918 cũng bị ông chê là "mớ sắt phế phẩm". Ông cũng nhiều lần được Hermann Göring - một tay chân thân tín của Hitler - mời tham dự các lễ diễu binh, nghi lễ và lễ hội ăn mừng Đức thống nhất với Áo, nhưng do khinh suất "lũ dân sự" như Göring nên Bock thẳng thừng dè bỉu các hoạt động này. Thấy Bock không khéo xã giao, Hitler đành triệu hồi vị tướng khó tính này về Dresden. Nhưng Hitler vẫn tin dùng Bock vì trong thâm tâm, ông ta cũng có nhiều thành kiến đối với văn hóa-con người Áo (dù Hitler có một phần dòng máu là người Áo).
Cuối năm 1938, Bock cầm một cánh quân đánh chiếm Sudetenland (Tiệp Khắc). Đi cùng ông có cậu con ghẻ 9 tuổi của ông, được ông cho mặc đồ lính thủy và đội mũ nồi. Bock nói với các nhà báo quốc tế rằng ông muốn cho cậu bé thấy "niềm vui và vẻ đẹp của đời lính". Chẳng bấy lâu sau, Bock về Berlin thay Đại tướng Gerd von Rundstedt làm Cụm binh đoàn số 1 (Gruppenkommandos 1).

## Chiến tranh thế giới thứ hai

### Giai đoạn 1939-1940
Khi nước Đức chuẩn bị tấn công Ba Lan vào năm 1939, Cụm binh đoàn số 1 được đổi tên thành Cụm Tập đoàn quân Bắc, với quân số cỡ 63 vạn người. Ngày 1 tháng 9 năm 1939, Cụm Tập đoàn quân Bắc của Bock cùng Cụm Tập đoàn quân Nam của Rundstedt tràn qua đánh Ba Lan, khơi mào Thế chiến thứ hai. Tại thời điểm đó, biên chế Cụm Tập đoàn quân Bắc bao gồm Tập đoàn quân số 3 (Tư lệnh: Thượng tướng Pháo binh Georg von Küchler) và Tập đoàn quân số 4 (Tư lệnh: Thượng tướng Pháo binh Günther von Kluge), cùng với 4 sư đoàn bộ binh độc lập. Dưới sự thống lĩnh của Bock, quân Đức nhanh chóng xuyên thủng phòng tuyến "Hành lang Ba Lan" và thọc sâu tới tận Brest-Litovsk trên mạn đông Ba Lan. Ở nhiều nơi quân Ba Lan kháng cự rất anh dũng, nhưng không thể gây tổn thất đáng kể cho đối phương. Đầu tháng 10 năm 1939, Bock toàn thắng trở về Đức và bắt tay vào việc chuẩn bị chinh phục Tây Âu. Ông trở thành Tư lệnh Cụm Tập đoàn quân B (gồm hai Tập đoàn quân số 6 và 18) sau khi binh đoàn này được thành lập ngày 12 tháng 10 năm 1939.

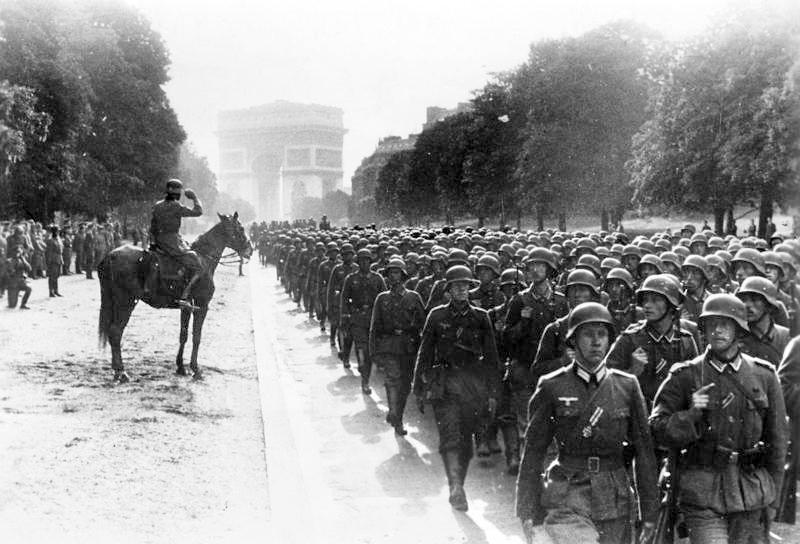
Sư đoàn Bộ binh số 30 diễu binh qua Khải Hoàn Môn Paris.

Trong kế hoạch ban đầu do Đại tướng Tổng tham mưu trưởng Franz Halder đề xướng, Cụm Tập đoàn quân B được chọn làm mũi chủ công của chiến dịch tấn công Pháp, Bỉ và Hà Lan. Bock phản đối phương án tác chiến này vì ông thấy nó giống như một "bản sao phi thực tế" của Kế hoạch Schlieffen nổi tiếng trong cuộc chiến trước. Ông đệ đơn đòi chỉnh sửa kế hoạch và được Hitler chấp thuận. Cuối năm 1939 – đầu năm 1940, Trung tướng Erich von Manstein soạn ra một phương án giàu sáng tạo, theo đó Cụm Tập đoàn quân B tung mũi phụ công đánh Hà Lan và Trung bộ Bỉ đặng dụ quân chủ lực Anh-Pháp tràn lên mạn bắc (theo kế hoạch Dyle - Breda) trong khi Cụm Tập đoàn quân A (Tư lệnh: Gerd von Rundstedt) đánh chủ công vào rừng núi Ardennes. Nội dung cốt lõi của kế hoạch này được Hitler chọn làm phương án tấn công chính thức vào tháng 2 năm 1940. Sau khi chiến dịch xâm chiếm Tây Âu mở màn ngày 10 tháng 5, "Lửa thiêng Küstrin" nhanh chóng chiếm gọn Hà Lan, tràn ngập phần lớn Bỉ và cùng Rundstedt hợp vây quân đội Pháp-Anh trong trận Dunkerque. Tại đây, ông bắt giữ được hàng vạn tù binh Pháp. Bock kịch liệt phê phán quyết định của Hitler cho phép lực lượng thiết giáp Cụm Tập đoàn quân A nghỉ chân vào ngày 23 tháng 5, vì nó mở đường cho quân chủ lực Anh cùng một bộ phận quân Pháp chạy thoát khỏi "hỏa ngục" Dunkerque. Bước sang giai đoạn 2 của chiến dịch, Bock lãnh quyền chỉ huy 3 tập đoàn quân và 2 cụm thiết giáp đánh diệt quân Pháp ở miền tây nước này. Quân Pháp đại bại, các đơn vị Cụm Tập đoàn quân B lấy được Paris và duyệt binh rầm rộ tại Khải Hoàn Môn vào ngày 14 tháng 6. Bảy ngày sau đó, hiệp định đầu hàng của Pháp được ký kết tại rừng Compiègne. Do có công trong chiến thắng, Bock, Rundstedt cùng 10 vị tướng khác được thụ phong Thống chế ngày 19 tháng 7 năm 1940. 
Sau một thời gian làm nhiệm vụ quân quản Pháp, tháng 9 năm 1940, Bock đưa quân về Ba Lan và Đông Phổ để tăng cường phòng ngự biên giới phía Đông. Do bị viêm loét dạ dày nên ông gặp nhiều trở ngại trong công tác chỉ huy vào mùa đông năm 1940 - 1941. Dần dần, ông trở nên dị ứng với chính sách cai trị tàn bạo của chính quyền Quốc xã, và dung túng các thành viên phong trào chống Hitler làm cán bộ tham mưu cho ông. Những người này ra sức thuyết phục Bock tham gia đảo chính lật đổ Hitler, nhưng sớm phải thất vọng. Bock nêu rõ quan điểm của mình: "Tôi sẽ hiệp lực cùng các anh nếu các anh thành công [trong việc đảo chính], nhưng sẽ không dính dáng gì tới các anh nếu các anh thất bại". Ông không hề thay đổi thái độ này trong suốt thời gian còn lại của cuộc chiến.

### Mặt trận Xô-Đức

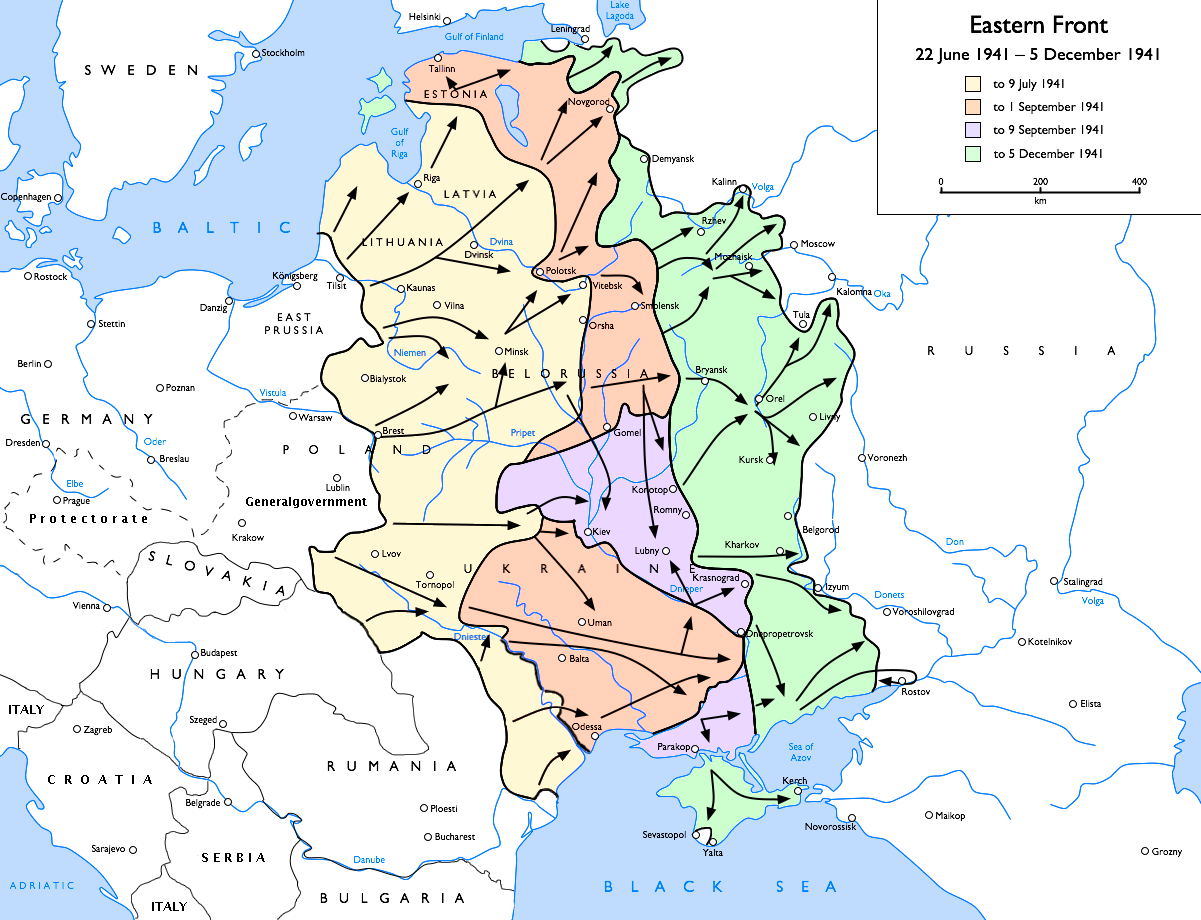
Lược đồ Chiến dịch Barbarossa, 21 tháng 6 – 5 tháng 12 năm 1941

Đầu năm 1941, Hitler ráo riết chuẩn bị xâm chiếm Liên Xô theo kế hoạch Barbarossa. Bock công khai phản đối ý định này, vì ông lo rằng thực lực quân đội Đức đã bị đánh giá sai, và ngay nêu Hồng quân Xô Viết thất trận, chưa chắc là Liên Xô sẽ chịu khuất phục Đức. Nhưng Hitler bỏ ngoài tai mọi ý kiến của Bock và phân công ông làm Tư lệnh Cụm Tập đoàn quân Trung tâm, bao gồm 49 trong tổng số 152 sư đoàn được huy động đánh Nga. Dưới trướng Bock có Tập đoàn quân số 2 (Đại tướng Maximilian von Weichs), Tập đoàn quân số 4 (Thống chế Günther von Kluge), Tập đoàn quân số 9 (Đại tướng Adolf Strauss), cùng Cụm Thiết giáp số 2 (Đại tướng Heinz Guderian), cùng Cụm Thiết giáp số 3 (Đại tướng Hermann Hoth). Khi Thống chế Albert Kesselring - Tư lệnh Tập đoàn Không quân số 2 ghé thăm ông ngày 21 tháng 6, Kesselring bất ngờ vì thấy Bock buồn rười rượi, khác hẳn với phong thái lạc quan của ông trước các chiến dịch Ba Lan, Pháp và Tây Âu.
Sau khi nhận được Sắc lệnh Chính ủy yêu cầu lính Đức bắn bỏ bất cứ chính ủy, chính trị viên Liên Xô nào bị bắt, Thượng tá Henning von Tresckow - Trưởng ban tác chiến Cụm Tập đoàn quân Trung tâm và cũng là cháu trai của Bock - thỉnh cầu ông đăng đơn phản kháng mệnh lệnh này. Bock bảo rằng ông cũng không đồng tình với chính sách ấy, nhưng ông sẽ bị sa thải nếu ông dám cả gan chống đối. Tresckow trả lời: "Nếu vậy thì chí ít ngài cũng đã tạo được một lối thoát vinh dự khỏi lịch sử". Được sự đồng thuận của các thuộc cấp như Kluge, Guderian và Weichs, Bock đã đệ đơn kháng nghị lên Hitler, và dù không bãi chức ông nhưng Hitler cũng chẳng hủy bỏ sắc lệnh. Phiên bản cuối cùng của Sắc lệnh Chính ủy được ban bố cho các đơn vị tiền tuyến vào ngày 6 tháng 6 năm 1941.
Trong thời gian chỉ huy Cụm Tập đoàn quân Trung tâm, Bock liên tục xích mích với cả thượng lẫn thuộc cấp của mình. Ông xem nhẹ Thống chế Walther von Brauchitsch - Tư lệnh Tối cao Lục quân Đức và cho rằng Hitler đã sai khi giao phó chức vụ này cho Brauchitsch. Đối với Bock, chỉ một người duy nhất đủ tư cách làm Tư lệnh Tối cao, và đó chính là ông. Ông cũng không ưa phần lớn các tướng dưới quyền, nhất là Kluge và Guderian. Vì lẽ đó, cán bộ Cụm Tập đoàn quân Trung tâm thường có câu cửa miệng: "Bock là một người khó làm việc chung".

#### Chiến dịch Barbarossa
Ngày 22 tháng 6 năm 1941, Đức phát động Chiến dịch Barbarossa tấn công Liên Xô. Cụm Tập đoàn quân Trung tâm được giao nhiệm vụ chinh phục Moskva, thủ đô và cũng là thành phố quan trọng nhất của Liên bang Xô viết. Chỉ trong chưa đầy một tuần, các mũi nhọn thiết giáp của Bock đã thọc sâu 274 km vào lãnh thổ Liên Xô và áp sát thành phố Minsk. Nghe Bock dự định tổ chức bao vây quy mô lớn, Hitler yêu cầu ông thu ngắn vòng vây, nhưng Bock từ chối đây đẩy và Quốc trưởng đành chiều theo ý ông. Minsk bị vây kín vào ngày 29 tháng 6, và khi trận đánh kết thúc ngày 3 tháng 7, quân Đức tuyên bố bắt được 324.000 tù binh, đồng thời thu giữ hoặc phá hủy 3.332 xe tăng cùng 1.809 đại bác.

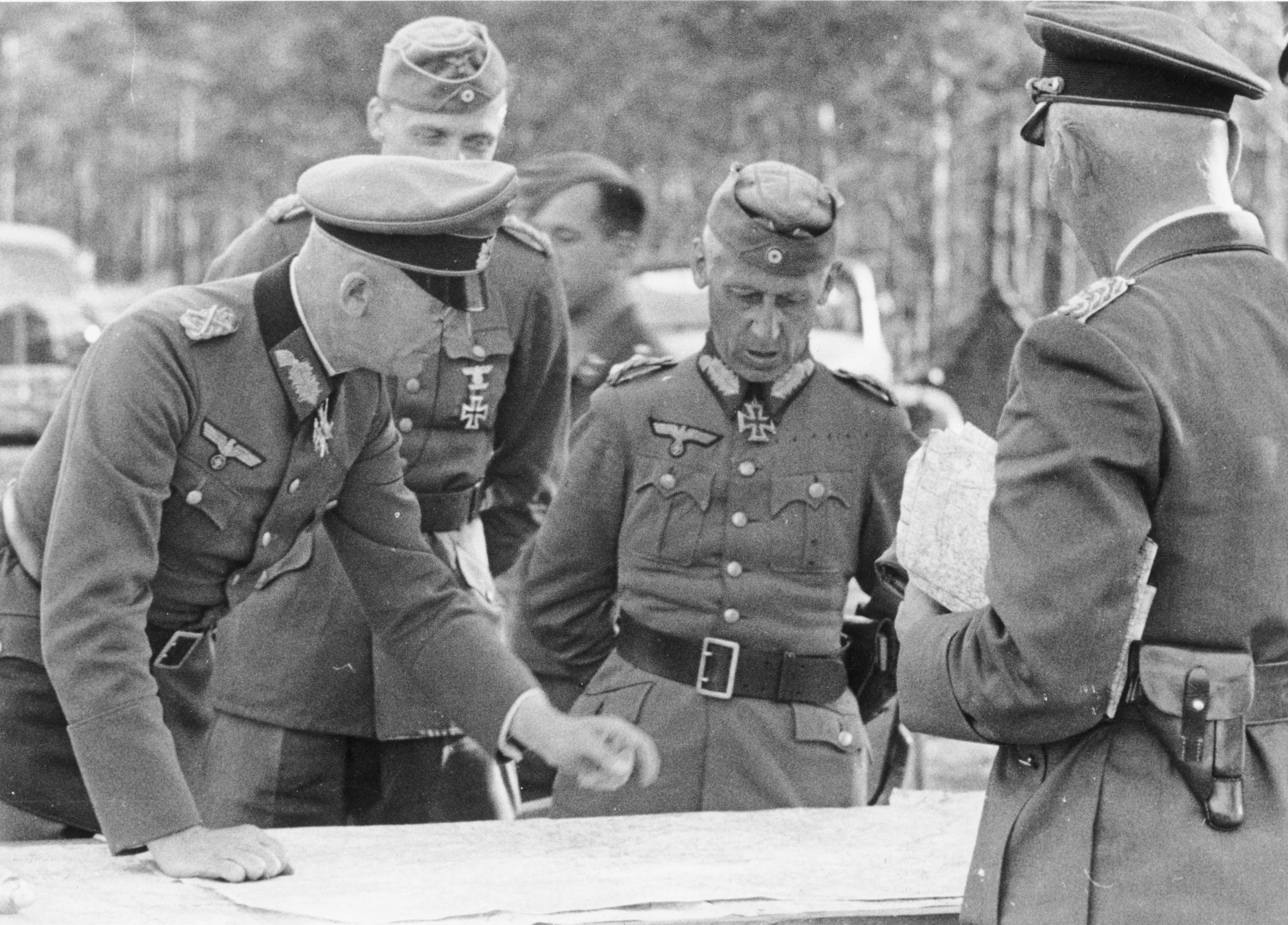
Cán bộ Đức bàn mưu đánh chiếm Liên Xô. Từ trái sang phải: Thống chế Fedor von Bock; Đại tá Walther von Hünersdorff (sau lưng Bock); Đại tướng Hermann Hoth và Đại tướng Wolfram von Richthofen

Với mũi nhọn là hai cụm thiết giáp của Hoth và Guderian, Cụm Tập đoàn quân Trung tâm liên tiếp giành chiến thắng trong hàng loạt trận bao vây khổng lồ. Ngày 5 tháng 8 năm 1941, quân Đức hoàn tất đánh chiếm Smolensk, bắt được 310.000 tù binh, bắn cháy hoặc thu giữ 3.205 xe tăng cùng 3.120 đại bác. Ngày 8 tháng 8, họ chọc thủng phòng tuyến Liên Xô ở Roslavl, bắt sống 103.000 Hồng quân, đồng thời phá hủy hoặc thu 250 xe tăng và 359 đại bác. Tiếp sau đó, Bock lại thu được 84.000 tù binh, 144 chiến xa và 848 đại bác trong trận hợp vây Gomel (kết thúc ngày 24 tháng 8 năm 1941). Hạ tuần tháng 8, quân của Bock đã tiến được hơn 805 km và chỉ còn cách Moskva 298 km. Vào thời điểm này, Cụm Tập đoàn quân Trung tâm đã loại khỏi vòng chiến 75 vạn quân Xô Viết, bắn cháy và tịch thu 7.000 xe tăng cùng hơn 6.000 đại bác, nhưng cũng hao tổn đến 25 vạn quân nhân. Bock nhận định con đường đã rộng mở cho ông chiếm nhanh Moskva và dứt điểm cuộc chiến, nhưng đúng lúc này, Hitler dời trọng tâm sang hướng Leningrad và Kiev. Bất chấp sự phản kháng gay gắt của Bock, Hitler rút 4 trong 5 quân đoàn thiết giáp và 3 quân đoàn bộ binh khỏi Cụm Tập đoàn quân Trung tâm, buộc Bock phải chuyển sang thế phòng ngự. Thay đổi này đã câu giờ cho người Nga tăng cường phòng vệ thủ đô.
Đầu tháng 9 năm 1941, lãnh đạo Stalin của Liên Xô đã huy động các đạo quân lớn phản công dồn dập vào đội hình Cụm Tập đoàn quân Trung tâm. Quân Bock bị đẩy lùi khỏi Yelnya, nhưng giữ được trận tuyến trên các địa bàn khác. Lực lượng Liên Xô đối diện với Bock không ngừng lớn mạnh xuyên suốt tháng 9. Sau khi chiếm được Kiev ngày 19 tháng 9, Tư lệnh Cụm Tập đoàn quân Nam - Thống chế Gerd von Rundstedt đề nghị Hitler ngừng tiến công cho đến mùa xuân năm sau, nhưng bị Bock, Brauchitsch, Guderian, Kluge, Kesselring và nhiều tướng lĩnh khác phản đối mạnh. Bock quả quyết rằng ông sẽ chiếm được Moskva ngay trong năm 1941. Hitler ngả theo ý Bock và trả lại Tập đoàn Thiết giáp số 2 của Guderian (nguyên là Cụm Thiết giáp số 2, được nâng cấp ngày 5 tháng 10), Cụm Thiết giáp số 3 của Hoth cùng Tập đoàn quân số 2 của Weichs cho ông. Ngoài ra Hitler cũng chuyển Cụm Thiết giáp số 4 (Tư lệnh: Đại tướng Erich Hoepner) từ Cụm Tập đoàn quân Bắc sang Cụm Tập đoàn quân Trung tâm. Bock còn nhận được sự yểm trợ của các oanh tạc cơ Stuka thuộc Quân đoàn Không quân VIII do Đại tướng Wolfram von Richthofen chỉ huy.

##### Chiến dịch Bão táp
Ngày 30 tháng 9 năm 1941, Bock triển khai Chiến dịch tấn công Moskva, mật danh là "Bão táp" (TAIFUN). Thoạt đầu, ông huy động thiết giáp đánh lấy 2 thị trấn Vyazma (cách Moskva 241 km trên hướng tây) và Bryansk (cách Moskva 354 km trên hướng tây nam), đặng khai lối cho bộ binh công chiếm Moskva. Bằng cái mà sử gia Đức Paul Carell gọi là "cuộc tấn công gọng kìm tuyệt hảo nhất", các đơn vị của Guderian, Hoth, Hoepner và Weichs thực hiện bao vây, chia cắt khoảng 80 sư đoàn Liên Xô trong "nồi hơi" khổng lồ Vyazma-Bryansk. Vyazma và Bryansk lần lượt thất thủ vào các ngày 14 và 20 tháng 10. Mặc dù nhiều đơn vị Hồng quân chạy thoát khỏi "nồi hơi", chiến thắng Vyazma-Bryansk đã thêm 663.000 lính Liên Xô vào danh sách tù binh của Bock. Quân Đức cũng phá hỏng hoặc thu giữ 1.242 xe tăng và 5.412 hỏa pháo.

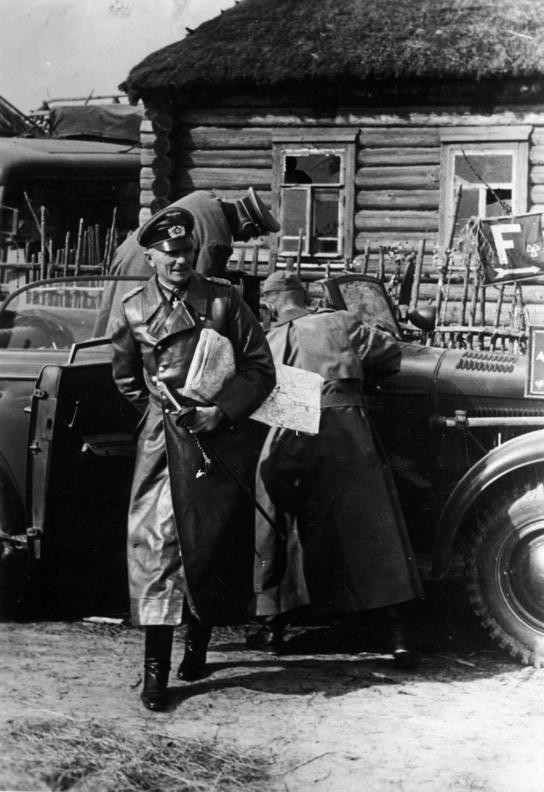
Fedor von Bock tại Nga, tháng 10 năm 1941.

Ngày 6 tháng 10 năm 1941, một bộ phận quân Đức xuyên thủng phòng tuyến Rzhev-Vyazma và áp sát phòng tuyến Mozhaisk, cách Moskva 80 km về phía tây. Đây là một hệ thống công sự vững chãi được xây dựng từ mùa hè năm 1941. Đêm ngày 6 - 7 tháng 10, tuyết bắt đầu rơi trên lãnh thổ Nga. Các trận mưa và tuyết thay nhau diễn ra trong suốt tháng ấy. Ngày 10 tháng 10, Đại tướng G.K. Zhukov được điều về tổ chức các lực lượng phòng thủ Moskva. Dưới sự chỉ huy của Zhukov, Hồng quân Liên Xô chiến đấu anh dũng và giành giật từng thước đất với "bọn Đức xâm lược". Quân Bock bèn vòng qua sườn nam tuyến Mozhaisk rồi lần lượt chiếm Kaluga (12 tháng 10) và Kalinin (14 tháng 10). Sau nhiều trận đánh hết sức đẫm máu, quân Đức cuối cùng đã đoạt được Mozhaisk vào ngày 18 tháng 10. Nhưng Hồng quân vẫn không hề lung lay; họ mở nhiều đòn phản kích mạnh mẽ gây cho Đức thiệt hại lớn. Không những thế, mưa lớn đã biến đường sá thành những con sông bùn lầy, gây cản trở đáng kể đối với công tác hậu cần của quân Đức. Mỗi ngày các đoàn xe tiếp vận chỉ di chuyển được 8 km, và riêng trên Cao lộ Moskva đã có đến 2.000 xe bị kẹt cứng. Bock đành dừng quân, đợi đến khi đường sá đóng băng mới tấn công tiếp. Tận dụng thời cơ này, Stalin đổ thêm quân từ Viễn Đông sang chi viện cho Moskva.
Ngày 15 tháng 11, Bock mở đợt tấn công tổng lực cuối cùng vào Moskva. Sau 2 ngày kịch chiến, quân Đức chiếm được Klin (phía bắc Moskva) và Istr, chỉ cách điện Kremli theo hướng tây. Ở phía nam, quân Đức uy hiếp thành phố cổ Tula (chỉ cách Moskva một con đường cổ chai) vào ngày 3 tháng 12, nhưng sớm bị một cuộc phản công của Liên Xô đẩy lui. Mùa đông khắc nghiệt, cùng với sự kháng cự bền bỉ của Hồng quân, đã làm phá sản Chiến dịch Bão táp của Bock. Trong điều kiện thời tiết dưới 0 độ, quân Đức không được trang bị đủ áo ấm và phần lớn trang thiết bị của họ đều không khởi động được. Ngày 6 tháng 12, Stalin phát động phản công trên toàn tuyến. Cụm Tập đoàn quân Trung tâm bị đánh bật khỏi cửa ngõ Moskva và chịu tổn thất ghê gớm. Tuyệt vọng do thua trận và đau yếu do viêm loét dạ dày, Bock xin từ chức và được Hitler chuẩn y. Sau khi bàn giao Cụm Tập đoàn quân Trung tâm cho Kluge vào ngày 18 tháng 12, ông được chuyển vào ngạch dự bị của quân đội Đức.

#### Chiến sự năm 1942
Sau khi bình phục sức khỏe, Bock được triệu hồi làm Tư lệnh Cụm Tập đoàn quân Nam vào ngày 18 tháng 1 năm 1942. Trong trận phản công từ ngày 6 tháng 12 năm 1941 đến ngày 7 tháng 5 năm 1942, các Tập đoàn quân số 9, 57 (Liên Xô) đã đánh bật quân Đức khỏi sông Izium và tạo một "chỗ lồi" sâu trong trận địa Tập đoàn quân số 17. Kharkov bị uy hiếp hợp vây từ hướng nam. Ngày 12 tháng 5 năm 1942, Phương diện quân Tây Nam (Liên Xô) mở Chiến dịch Barvenkovo-Lozovaya hòng bứt phá khỏi đầu cầu Izium, đánh bại Tập đoàn quân số 6 (Đức) và đoạt lại Kharkov. Hồng quân ban đầu đạt được thắng lợi, họ thọc sâu 97 km vào các phòng tuyến Đức phía tây Izium. Nhận định rằng phương án phòng thủ tốt nhất là tấn công, ngày 17 tháng 5, Bock huy động Tập đoàn Thiết giáp số 1 cùng Tập đoàn quân số 17 đánh thốc sườn nam Hồng quân. Liên Xô thất thế, Tư lệnh Phương diện quân Tây Nam thỉnh cầu Stalin cho rút quân, nhưng đến khi Stalin hồi đáp, Tập đoàn quân số 6 (Đức) đã thọc xuống phía nam và khép chặt vòng vây quân Xô Viết. Chiến dịch Barvenkovo-Lozovaya chấm dứt ngày 22 tháng 5 với thất bại thê thảm của Hồng quân. Cụm Tập đoàn quân Nam chỉ thiệt hại hơn 2 vạn quân và 38 phi cơ, nhưng loại được 277.000 quân của Phương diện quân Tây Nam khỏi vòng chiến. Ngoài ra quân Đức cũng bắn cháy hoặc thu 1.250 xe tăng, 2.080 đại bác và bắn rơi 540 máy bay.
Trong khi các Tập đoàn quân số 6, 17 và Tập đoàn Thiết giáp số 1 đánh trận Kharkov, Tập đoàn quân số 11 của Đại tướng Erich von Manstein tiếp tục chinh phục Krym-Sevastopol trong một chiến dịch đẫm máu mở màn từ tháng 9 năm ngoái. Hai bên đều bị thiệt hại nặng nề, nhưng quân đội Đức cuối cùng đã giành được thủ phủ Sevastopol và hoàn tất đánh chiếm bán đảo Krym ngày 4 tháng 7 năm 1942.
Sau khi bẻ gãy Chiến dịch Barvenkovo-Lozovaya, Hitler ra lệnh cho Bock đánh chiếm lưu vực sông Đông, tạo bàn đạp chuẩn bị tiến công Stalingrad và Kavkaz. Bock công khai chỉ trích kế hoạch tác chiến của Hitler, vì nó quá lệ thuộc vào các đội quân chư hầu mỏng yếu hai bên sườn quân Đức. Nhưng ông vẫn chấp hành mệnh lệnh: ngày 28 tháng 6 năm 1942, Bock huy động hàng triệu quân Đức và chư hầu thực hiện Chiến dịch Blau theo đúng kiểu Chiến tranh Chớp nhoáng. Thoạt đầu ông giành thắng lợi lớn, chiếm được một nửa thành phố Voronezh vào ngày 6 tháng 7. Nhưng do bị tác động bởi thảm bại Moskva năm 1941 và sự kiệt sức của binh lính, Bock chỉ truy kích một cách chậm rãi, để cho nhiều sư đoàn chủ lực Liên Xô rút lui an toàn qua sông Đông. Hitler có thúc giục ông đến mấy cũng không ăn thua. Thất vọng trước tiến độ hành quân của Bock, Hitler huyền chức ông vào ngày 15 tháng 7 và không bao giờ tin dùng ông nữa. Hitler tâm sự riêng với trợ lý của mình - Đại tá Rudolf Schmundt rằng ông ta vẫn vị nể Bock, nhưng cần những vị tướng biết nghe lời hơn.

## Cuối đời
Hai năm sau khi Bock về hưu, ông được Tresckow (giờ là Thiếu tướng) mời tham gia âm mưu ám sát Hitler ngày 20 tháng 7 năm 1944. Bock từ chối vì không thể phá bỏ lời thề trung thành với Hitler, song ông cũng không báo cho cơ quan Gestapo biết âm mưu này. Đầu tháng 5 năm 1945, sau khi Hitler tự sát, Thống chế Manstein đánh điện báo Bock rằng Thủy sư Đô đốc Karl Dönitz đang lập chính phủ mới ở Hamburg. Bock liền mang vợ và con gái đến thành phố này để xin một chức chỉ huy mới. Trên đường Kiel (gần Lensahn - Schleswig-Holstein), xe họ bị máy bay Không quân Anh oanh tạc, chết cả ba người ngày 4 tháng 5 năm 1945. Bock là thống chế duy nhất của Đức Quốc Xã chết do hỏa lực địch.